# Chaetodon selene
Chaetodon selene es una especie biológica del género Chaetodon.
Se encuentra a lo largo del occidente del Pacífico, entre 8 y 50 metros de profundidad, en laderas rocosas cubiertas de coral, donde abundan los invertebrados benticos que les sirven de alimento.
Es más conocido como pez mariposa de puntos amarillos ya que, a simple vista, los poros de los perfiles de su cuerpo son amarillos, y brillantes. El resto de su cuerpo es blanco, y la cabeza, el lomo y la aleta trasera combinan el negro con el amarillo. Alcanza hasta 16 cm de longitud.